# Marie-Angèle Blin
Marie-Angèle Blin, née le 21 juin 1966 à Saint-Fons, est une footballeuse française. Elle évoluait au poste de défenseure. Elle a été internationale A.

## Carrière
En club, elle joue au F.C.F. Lyon et au Féminine Poissy J.S.
Elle est sélectionnée 30 fois en équipe de France (quatorze matchs officiels et seize matches amicaux).